# Zameczek w Płóczkach Dolnych
Wieża rycerska w Płóczkach Dolnych (także pol. Zameczek w Płóczkach Dolnych, niem. Schloss Niedergörisseiffen, Poitzenburg (Potczenburg, Potzenburg)) – rycerska wieża mieszkalna (zameczek) z XIII wieku w Płóczkach Dolnych. Wieża rycerska w Płóczkach Dolnych jest również zamiennie nazywana dworkiem, pałacykiem lub zameczkiem w Płóczkach Dolnych.

## Historia
Wzdłuż przebiegającego przez Płóczki Dolne średniowiecznego szlaku handlowego (Via Regia) w drugiej połowie XIII wieku postawiono niewielki obiekt warowny, ułatwiający pobieranie cła i zwiększający bezpieczeństwo na szlaku.
W XIV wieku ród Raussendorfów przejął budynek i przebudował go, dostosowując go do panującej wówczas mody. Stworzony przez nich gotycki dwór obronny posiadał drewnianą palisadę i fosę zasilaną wodą z potoku Płóczki.
W 1351 roku panem wsi i właścicielem dworu w Płóczkach Dolnych był Johann Raussendorf. Od lat 20. XV wieku budynek należał do rodu rycerskiego von Zedlitz.
W wyniku wojen husyckich (1419–1434) rezydencja obronna została zniszczona. Po opuszczeniu regionu przez wojska czeskie zniszczony dwór w Płóczkach Dolnych przypadł Hannosowi Renkerowi. W 1448 Hannos zakończył prace budowlane i wzniósł wieżę mieszkalną, która przetrwała do współczesności.
W XVIII wieku rozebrano dach wieży i zastąpiono go mansardowym. Wyrównano również teren wokół wieży, zupełnie likwidując dawny układ fos i wałów. W XIX wieku, z zachodniej strony wieży, dostawiono dwukondygnacyjną przybudówkę i otynkowano cały budynek, kamuflując jego pierwotne przeznaczenie. Po II wojnie światowej w płóczkowskim zameczku ulokowano szkołę podstawową, mieszczącą się w tym miejscu przez wiele lat.

## Charakterystyka
Trzykondygnacyjna wieża mieszkalna jest położona w Płóczkach Dolnych, niecały kilometr od Lwówka Śląskiego. Wieżę zbudowano na planie zbliżonym do kwadratu o wymiarach 10 na 10,5 metra.
Wieża rycerska w Płóczkach Dolnych nie figuruje w rejestrze zabytków nieruchomych Narodowego Instytutu Dziedzictwa. Obecnie wieża, wraz z przybudówką z XIX wieku, jest użytkowana i znajduje się w niej kilka mieszkań.